# Oleg Novković
Oleg Novković (en serbe cyrillique : Олег Новковић, né le 28 mars 1968 à Belgrade) est un réalisateur et un scénariste serbe.

## Carrière
En 1991, Oleg Novković a réalisé son premier film, Pomračenje (« Éclipse »), suivi, en 1993, de Kaži zašto me ostavi (« Pourquoi m'as-tu quitté ? »), film dont il a écrit le scénario en collaboration avec Srđan Koljević ; il raconte l'histoire d'un jeune homme qui, croyant partir pour un exercice militaire, passe cinq mois sur le front à Vukovar. En 2001, Novković sort Normalni ljudi (« Des gens normaux ») et, en 2006, Sutra ujutru (« Demain matin »), sur un scénario de Milena Marković.

## Récompenses
En 2006, Oleg Novković a remporté le prix Fipresci et le Grand prix du festival du film de Cottbus pour Sutra ujutru, ainsi que la mention spéciale du Festival international du film de Karlovy Vary, pour le même film.

## Filmographie
- 1991 : Pomračenje (court métrage)
- 1993 : Kaži zašto me ostavi (« Pourquoi m'as-tu quitté ? »)
- 2001 : Normalni ljudi
- 2006 : Rudarska Opera (documentaire)
- 2006 : Demain matin (Sutra ujutru)
- 2010 : Beli, beli svet
- 2015 : Otadzbina
- 2020 : Ziv covek